# ناحية عين شقاق
ناحية عين شقاق إحدى نواحي سوريا تتبع إداريّاً لـ محافظة اللاذقية منطقة جبلة ومركزها بلدة عين شقاق، بلغ تعداد سكان الناحية 16,031 نسمة حسب التعداد السكاني لعام 2004.

## بلدات وقرى ناحية عين شقاق
عرمتي، بقرية، بشكوح، البشراح، البودي، ديروتان، ديرونة، عين شقاق، النزهة (بتغرامو)، الروضة (بنجارو)، الثورة (خربة المرداسية)، الطويشرة، بيت حجيرة، سباهي (نبع العسل)، وادي ضاهر.قريطو. بربورو. قنينو